# Frank Moser
Frank Moser (Baden-Baden, 23 settembre 1976) è un ex tennista tedesco, specialista del doppio.

## Statistiche

### Doppio

#### Vittorie (1)
| Legenda singolare         |
| Grande Slam (0)           |
| ATP World Tour Finals (0) |
| ATP Masters 1000 (0)      |
| ATP World Tour 500 (0)    |
| ATP World Tour 250 (1)    |

| Numero | Data             | Torneo             | Superficie  | Compagno       | Avversari in finale              | Punteggio           |
| 1.     | 17 febbraio 2013 | SAP Open, San Jose | Cemento (i) | Xavier Malisse | Lleyton Hewitt Marinko Matosevic | 6-0, 6(5)–7, [10-4] |

#### Finali perse (3)
| Legenda singolare         |
| Grande Slam (0)           |
| ATP World Tour Finals (0) |
| ATP Masters 1000 (0)      |
| ATP World Tour 500 (0)    |
| ATP World Tour 250 (3)    |

| Numero | Data             | Torneo                                | Superficie  | Compagno           | Avversari in finale              | Punteggio        |
| 1.     | 2 agosto 2009    | LA Tennis Open, Los Angeles           | Cemento     | Benjamin Becker    | Bob Bryan Mike Bryan             | 4–6, 6(2)–7      |
| 2.     | 24 luglio 2011   | Atlanta Tennis Championships, Atlanta | Cemento     | Matthias Bachinger | Alex Bogomolov Jr. Matthew Ebden | 6–3, 5–7, [8–10] |
| 3.     | 19 febbraio 2012 | SAP Open, San Jose                    | Cemento (i) | Kevin Anderson     | Mark Knowles Xavier Malisse      | 4–6, 6–1, [5–10] |

### Tornei minori

#### Singolare

##### Finali perse (4)
| Legenda         |
| Challengers (1) |
| Futures (3)     |

| No. | Data              | Tourneo    | Superficie  | Avversario in finale | Punteggio           |
| 1.  | 29 settembre 2001 | Kawaguchi  | Cemento     | Doug Bohaboy         | 3–6, 4–6            |
| 2.  | 8 dicembre 2002   | Bangkok    | Cemento     | John van Lottum      | 5–7, 4–6            |
| 3.  | 29 giugno 2003    | Leun       | Terra rossa | Sebastian Jäger      | 4–6, 6–3, 4–6       |
| 4.  | 11 dicembre 2005  | Chandigarh | Cemento     | Aisam-ul-Haq Qureshi | 6(6)–7, 7–6(5), 4–6 |

#### Doppio

##### Vittorie (23)
| Legenda          |
| Challengers (13) |
| Futures (10)     |

| No. | Data              | Tourneo                        | Superficie    | Compagno              | Avversario in finale                              | Punteggio           |
| 1.  | 16 luglio 2000    | Bourg-en-Bresse                | Terra         | Tobias Clemens        | Pieter Calitz Benjamin Cassaigne                  | 6–4, 6–4            |
| 2.  | 6 ottobre 2001    | Hong Kong                      | Cemento       | Bernard Parun         | Doug Bohaboy Alex Witt                            | 6–4, 6–4            |
| 3.  | 18 novembre 2001  | Nonthaburi                     | Cemento       | Lu Yen-hsun           | Rik De Voest Johan du Randt                       | 6–2, 6–4            |
| 4.  | 2 giugno 2002     | Oberweier                      | Terra rossa   | Martin Woisetschlager | Markus Bayer Philipp Gründler                     | w/o                 |
| 5.  | 7 luglio 2002     | Lisbona                        | Terra rossa   | Jeroen Masson         | Jordane Doble Sébastien Lami                      | 7–6(5), 6–2         |
| 6.  | 22 settembre 2002 | Mulhouse                       | Cemento       | Bernard Parun         | Rik De Voest Dirk Stegmann                        | 6–4, 6(5)–7, 6–4    |
| 7.  | 13 ottobre 2002   | Forbach                        | Sintetico (i) | Bernard Parun         | Hervé Karcher Julien Mathieu                      | 6–1, 3–6, 6–1       |
| 8.  | 13 aprile 2003    | Aguascalientes                 | Terra rossa   | Bernard Parun         | Eduardo Bohrer Ronaldo Carvalho                   | 4–6, 6–3, 7–6(1)    |
| 9.  | 27 luglio 2003    | Guzzini Challenger, Recanati   | Cemento       | Manuel Jorquera       | Rodolphe Cadart Dudi Sela                         | 6–4, 7–5            |
| 10. | 13 giugno 2004    | Mishref                        | Cemento       | Sebastian Fitz        | Gouram Kostava Ramin Raziyani                     | 3–6, 6–3, 6–2       |
| 11. | 19 giugno 2005    | Istanbul                       | Cemento       | Bernard Parun         | Konstantin Kravčuk Aleksandr Pavljučenkov         | 3–6, 7–6(2), 6–4    |
| 12. | 27 novembre 2005  | Sunderland                     | Cemento (i)   | Sebastian Rieschick   | Christopher Kas Philipp Petzschner                | 6–4, 6(3)–7, 6–4    |
| 13. | 16 luglio 2006    | Cuenca                         | Terra rossa   | Alexander Satschko    | Santiago Giraldo Carlos Salamanca                 | 3–6, 6–3, [10–6]    |
| 14. | 16 settembre 2007 | Open d'Orleans, Orléans        | Cemento (i)   | James Cerretani       | Tomasz Bednarek Michał Przysiężny                 | 6–1, 7–6(2)         |
| 15. | 11 novembre 2007  | Tunisi                         | Cemento       | Ivan Dodig            | Jasper Smit Martijn Van Haasteren                 | 4–6, 7–5, [11–9]    |
| 16. | 1º giugno 2008    | Baden Open, Karlsruhe          | Terra rossa   | Daniel Köllerer       | Woong-sun Jun Joseph Sirianni                     | 6–2, 7–5            |
| 17. | 17 agosto 2008    | Istanbul                       | Cemento       | Michael Kohlmann      | David Škoch Igor Zelenay                          | 7–6(4), 6–4         |
| 18. | 24 agosto 2008    | IPP Trophy, Ginevra            | Terra rossa   | Daniel Köllerer       | Rameez Junaid Philipp Marx                        | 7–6(5), 3–6, [10–8] |
| 19. | 11 luglio 2010    | Oberstaufen Cup, Oberstaufen   | Terra rossa   | Lukáš Rosol           | Hans Podlipnik-Castillo Castillo Max Raditschnigg | 6–0, 7–5            |
| 20. | 5 settembre 2010  | Città di Como Challenger, Como | Terra rossa   | David Škoch           | Martin Emmrich Mateusz Kowalczyk                  | 5–7, 7–6(2), [10–5] |
| 21. | 25 settembre 2010 | Izmir Cup, Smirne              | Cemento       | Rameez Junaid         | Jamie Delgado Jonathan Marray                     | 6–2, 6–4            |
| 22. | 24 ottobre 2010   | Samsung Securities Cup, Seul   | Cemento       | Rameez Junaid         | Vasek Pospisil Adil Shamasdin                     | 6–3, 6–4            |
| 23. | 5 giugno 2011     | Schickedanz Open, Fürth        | Terra rossa   | Rameez Junaid         | Jorge Aguilar Júlio César Campozano               | 6–2, 6(2)–7, [10–6] |

## Risultati in progressione
| Tournament                 | 2009 | 2010 | 2011 | 2012 | 2013 | V–S |
| -------------------------- | ---- | ---- | ---- | ---- | ---- | --- |
| Australian Open, Melbourne | A    | A    | A    | 1T   | 1T   | 0–2 |
| Open di Francia, Parigi    | 1T   | A    | A    | 1T   | 1T   | 0–3 |
| Wimbledon, Londra          | 2T   | A    | 2T   | 2T   | 2T   | 4–4 |
| US Open, New York          | 1T   | A    | 2T   | 1T   |      | 1–3 |